# فرانس باک
فرانس باک (دانمارکی: Frans Bak؛ زادهٔ ۷ فوریهٔ ۱۹۵۸) موسیقی‌دان، آهنگساز و نوازنده پیانو و ساکسوفون اهل دانمارک است.
از فیلم‌ها یا مجموعه‌های تلویزیونی که وی در آن‌ها نقش داشته‌است، می‌توان به کشتن، جنایت و لیلیهامر اشاره نمود.